# Festival du court métrage de Clermont-Ferrand 2024
Le Festival international du court métrage de Clermont-Ferrand 2024, 46e édition, s'est déroulé du 2 février au 10 février 2024 à Clermont-Ferrand, avec 166 000 festivaliers qui ont assisté à la projection de 133 courts métrages (500 projections) ou se sont rendus aux rencontres, expositions, événements professionnels.

## Déroulement

### Préparation
Le 21 septembre 2023, l'affiche créée par Stacey Rozich est dévoilée.
Dans un contexte de hausse des films inscrits en compétition (plus de 9400, + 14 % par rapport à 2023) mais d'incertitude budgétaire,, le comité d'organisation du festival annonce en novembre 2023 les dates de la 46e édition et une réduction du nombre de programmes dans ses compétitions, une évolution des tarifs et une évolution de ses supports de communication,.
La sélection parmi les 9400 films inscrits commence en mai et se termine en octobre. En décembre, il est annoncé que 133 courts-métrages sont sélectionnés dont 45 pour la compétition nationale, 66 pour l'internationale, 24 pour la compétition Labo. 2024 marque l'arrivée d'une compétition VR (réalité virtuelle),. 
500 projections sont réparties dans différents programmes. Les femmes sont à l'honneur avec un focus géographique «  Euro Visions » (4 programmes, 22 films issus de 25 pays européens et réalisés par des femmes), une rétrospective thématique baptisée « Insoumises » et des programmes dont les films sont portés par des protagonistes féminines,.
27 séances scolaires sont proposées en amont de l’événement dès le 29 janvier.

### Autour du festival
Le marché du Film Court, le rendez-vous pour les acteurs de la filière du format court, a lieu du 5 au 8 février. En 2024, 3900 professionnels sont accrédités.
Des rencontres professionnelles et publiques sont organisées à travers la ville.
Des expositions en lien avec la programmation ont lieu à la chapelle des Cordeliers (Remarquables !), à la salle Gilbert-Gaillard (Anatomie du Labo 16) et au centre de documentation de la Jetée (Héroïnes).
Les partenaires mettent en ligne des courts-métrages liés à l'événement et des interviews (Arte, Canal +, Télérama, etc.) ou même des scénarios (Centre National du Cinéma).

## Jury officiel
Le 23 janvier sont annoncés les jurés 2024,.

### Jury international
| Nom | Nom                         | Qualité                               | Nationalité    |
| --- | --------------------------- | ------------------------------------- | -------------- |
|     | Jihan El-Tahri              | Scénariste, réalisatrice, productrice | France, Égypte |
|     | Kim Keukeleire              | Animatrice                            | Belgique       |
|     | Kukla (Katarina Rešek) (sl) | Réalisatrice                          | Slovénie       |
|     | Irene Moray (es)            | Réalisatrice, photographe             | Espagne        |

### Jury national
| Nom | Nom              | Qualité                            | Nationalité |
| --- | ---------------- | ---------------------------------- | ----------- |
|     | Iris Brey        | Journaliste, autrice, réalisatrice | France      |
|     | Aurélie Reinhorn | actrice, réalisatrice              | France      |
|     | Sarah Saidan     | Réalisatrice                       | Iran        |
|     | Sabrina Seyvecou | Actrice                            | France      |

### Jury labo
| Nom | Nom              | Qualité               | Nationalité |
| --- | ---------------- | --------------------- | ----------- |
|     | Charlotte Boudon | Directrice artistique | France      |
|     | Irène Drésel     | Musicienne            | France      |
|     | Vergine Keaton   | Réalisatrice          | France      |

## Palmarès
Le palmarès est publié en version papier dans le magazine Ça suit son court du festival du Court Métrage et en ligne sur Shortfilmwire, la plateforme de ressources numériques du festival et du marché du court métrage.

### 46ecompétition nationale
| Prix                                   | Titre original                                  | Récipiendaire                     | Pays            | Durée   |
| -------------------------------------- | ----------------------------------------------- | --------------------------------- | --------------- | ------- |
| Grand prix                             | J'ai vu le visage du diable                     | Julia Kowalski                    | France          | 36'24"  |
| Prix spécial du jury                   | Et si le soleil plongeait dans l'océan des nues | Wissam Charaf                     | France, Liban   | 20'     |
| Mention spéciale du jury               | La voix des autres                              | Fatima Kaci                       | France          | 30'     |
| Prix d'interprétation                  | La voix des autres                              | Amira Chebli                      | France          | 30'     |
| Prix de la meilleure musique originale | Commitee dans 27                                | Rozi et Mári Mákó                 | France, Hongrie | 10'39"  |
| Prix du public                         | Les mystérieuses aventures de Claude Conseil    | Paul Jousselin, Marie-Lola Terver | France          | 24'05"  |
| Prix étudiant                          | There is no Friend's House (Où est mon amie ?)  | Abbas Taheri                      | France, Iran    | 19'07'' |
| Mention spéciale du jury étudiant      | Ici en silence tout hurle                       | Akaki Popkhadze                   | France          | 23'30"  |

### 36ecompétition internationale
| Prix                              | Titre original                 | Titre français                  | Récipiendaire         | Pays                       | Durée  |
| --------------------------------- | ------------------------------ | ------------------------------- | --------------------- | -------------------------- | ------ |
| Grand prix                        | Une orange de Jaffa            |                                 | Mohammed Almughanni   | France, Palestine, Pologne | 26'49" |
| Prix spécial du jury              | Virundhu                       | Le festin                       | Rishi Chandna         | Inde                       | 24'52" |
| Mention spéciale du jury          | Entre las sombras arden mundos | Les mondes brûlent dans l'ombre | Ismael García Ramírez | Colombie                   | 19'22" |
| Prix d'interprétation             | Kafana Na Balkanu              | C'est les Balkans, bébé         | Ruzica Hajdari        | Allemagne                  | 18'35" |
| Prix du public                    | Coal                           | Charbon                         | Saman Lotfian         | Iran                       | 19'40" |
| Prix du meilleur film européen    | 2720                           |                                 | Basil da Cunha        | Portugal, Suisse           | 24'44" |
| Prix étudiant                     | The Medallion                  | Le médaillon                    | Ruth Hunduma          | Éthiopie, Royaume-Uni      | 18'52" |
| Mention spéciale du jury étudiant | The Miracle                    | Le miracle                      | Nienke Deutz          | Belgique, France, Pays-Bas | 15'    |

### 23ecompétition labo
| Prix                              | Titre original            | Titre français     | Récipiendaire            | Pays             | Durée  |
| --------------------------------- | ------------------------- | ------------------ | ------------------------ | ---------------- | ------ |
| Grand prix                        | Alien0089                 |                    | Valeria Hofmann (es)     | Argentine, Chili | 21'53" |
| Prix spécial du jury              | Nafura                    | Fontaine           | Paul Heintz              | France           | 27'52" |
| Mention spéciale du jury          | Borj El Mechkouk          |                    | Driss Aroussi            | France, Maroc    | 32'29" |
| Prix du public                    | Wild Summon               | Invocation sauvage | Saul Freed, Karni Arieli | Royaume-Uni      | 14'38" |
| Prix étudiant                     | Los rayos de una tormenta | Eclairs de tempête | Julio Hernández Cordón   | Mexique          | 23'    |
| Mention spéciale du jury étudiant | Hito                      |                    | Stephen Niels Lopez      | Philippines      | 22'    |

### Jurys et prix partenaires
La cérémonie de remise des prix partenaires a lieu le jeudi pour alléger le rendez-vous du dernier jour et mettre en exergue ces récompenses :
| Prix transversaux                                        | Titre original                               | Titre français | Récipiendaire                                  | Pays                | Durée  |
| -------------------------------------------------------- | -------------------------------------------- | -------------- | ---------------------------------------------- | ------------------- | ------ |
| Prix Canal +                                             | Queen size                                   |                | Avril Besson                                   | France              | 19'    |
| Prix Canal + / Ciné +                                    | La Cascada                                   | La Cascade     | Pablo Delgado Sánchez                          | Mexique             |        |
| Prix des effets spéciaux par Adobe                       | Wild Summon                                  |                | Saul Freed et Karni Arieli                     | Royaume-Uni         | 14'    |
| Prix du Queer métrage                                    | Entre las sombras arden mundos               |                | Ismael Garcia Ramirez                          | Colombie            | 19'    |
| Prix du Queer métrage (mention spéciale)                 | Saigon kiss                                  |                | Hong Anh Nguyên                                | Viêt Nam, Australie |        |
| Prix Festivals Connexion                                 | Hito                                         |                | Stephen Niels Lopez                            | Philippines         | 22'    |
| Prix de la presse Télérama                               | Montréal en deux                             |                | Angélique Daniel                               | France, Canada      | 12'    |
| Prix SACD du meilleur film d'animation francophone       | La Saison pourpre                            |                | Clémence Bouchereau                            | France              | 9'     |
| Prix SACD de la meilleure première œuvre de fiction      | Avec l’humanité qui convient                 |                | Kacper Checinski                               | France              | 25'    |
| Prix du rire « Fernand Raynaud »                         | Les mystérieuses aventures de Claude Conseil |                | Marie-Lola Terver et Paul Jousselin            | France              | 24'    |
| Prix du meilleur film documentaire                       | Incident                                     |                | Bill Morrison                                  | États-Unis          | 29'52" |
| Prix Procirep du·de la producteur·trice de court métrage |                                              |                | Les films Norfolk pour Apnées de Nicolas Panay |                     |        |

| Prix hors compétition                    | Titre original     | Titre français      | Récipiendaire                  | Pays              | Durée  |
| ---------------------------------------- | ------------------ | ------------------- | ------------------------------ | ----------------- | ------ |
| Prix Canal + Kids                        | Historien Om Bodri | L'histoire de Bodri | Stina Wirsén (en)              | Suède             | 13'02" |
| Prix Canal + Kids (mention spéciale)     | A mort le bikini ! |                     | Justine Gauthier               | Canada            | 15'48" |
| Prix YouTube du court métrage de fiction | Dragon cop         |                     | Mathieu Caillière              | France            | 19'25" |
| Bourse CNC/Talent                        | Amour noir         |                     | Victor Hérault                 | France            | 23'06" |
| Prix Evaveo du meilleur film VR          | Empereur           |                     | Marion Burger et Ilan J. Cohen | France, Allemagne | 40'    |